# Osiedle Swoboda
Osiedle Swoboda to seria komiksowa autorstwa Michała Śledzińskiego. Pierwsze odcinki ukazywały się na łamach magazynu „Produkt” w latach 1999–2004. W latach 2004–2006 ukazała się licząca sześć odcinków samodzielna seria pod tym samym tytułem.
Komiks opowiada o nietypowych przygodach przeciętnej grupy młodych Polaków zamieszkujących blokowisko – tytułowe Osiedle Swoboda. Pierwowzorem osiedla jest bydgoskie Szwederowo, na którym wychowywał się autor. Najważniejszymi postaciami są Smutny, Dźwiedziu, Szopa i Wiraż. W maju 2006 ukazał się ostatni, 6 odcinek samodzielnej serii zeszytowej, przedstawiającej rozwój wydarzeń na osiedlu związanym z pojawieniem się pracowników bossa narkotykowego Drwala. Historie naszpikowane są odwołaniami do kultury masowej. Przez część krytyków uważana jest za najważniejszy polski komiks lat 90.

## Historia publikacji
Osiedle Swoboda zadebiutowało w 1999 na łamach pierwszego numeru magazynu „Produkt” komiksem pt. „Matka boska extra mocna”. Publikowane w czasopiśmie odcinki można podzielić na dwa rodzaje: części dłuższych opowieści i pojedyncze historie. Do tych pierwszych należy opowieść rozpoczęta w „Matce boskiej”, której odcinki ukazywały się w trzech następnych numerach Produktu, a także „Ballada o bystrym” i „Z pamiętnika Wiraża”. Oprócz tego na łamach magazynu opublikowano takie szorty jak „Konrad”, „Santa Needs You!” czy „Polowanie na młodego gołębia”. Nieco oddzielną kategorię stanowią trzy historie z cyklu „Niedźwiedź 78”, gdzie scenariusze Śledzińskiego zilustrował Kamil „Kurt” Kochański. Ogółem, w 23 numerach pismo ukazały się 16 odcinków cyklu.
Równolegle z wydawaniem „Produktu”, trwały prace nad wydawaną oddzielnie historią ze świata Osiedla. Premiera pierwszego numeru była wielokrotnie przekładana, aż wreszcie w grudniu 2004 roku, już po wydaniu ostatniego numeru magazynu, ukazał się pierwszy numer serii. Łącznie historia zamknęła się w sześciu zeszytach.
W „Produkcie”:
- „Matka boska extra mocna”, Produkt nr 1 (1/1999)
- „Włoska kapusta”, Produkt nr 2 (1/2000)
- „Stuffka większa niż życie”, Produkt nr 3 (2/2000)
- bez tytułu, Produkt nr 4 (3/2000)
- „Konrad”, Produkt nr 5 (1/2001)
- „Ballada o Bystrym odc. 1: Przepraszam, czy tu piorą?”, Produkt nr 6 (2/2001)
- „Ballada o Bystrym odc. 2: Akademia pana Bystrego”, Produkt nr 7 (3/2002)
- „Ballada o Bystrym odc. 3: Pięciu swobodnych i kot”, Produkt nr 8 (4/2003)
- „Psy wyprowadzamy na smyczy”, Produkt nr 9 (5/2001)
- „Z pamiętnika Wiraża odc. 1: Mój partner akceptuje mnie i moje fitness”, Produkt nr 10 (6/2001)
- „Z pamiętnika Wiraża odc. 2: Psychologia elfów”, Produkt nr 11 (1/2002)
- „Z pamiętnika Wiraża odc. 3: Sztuka do drzwi puka”, Produkt nr 12 (2/2002)
- „Santa needs You!”, Produkt nr 15 (1/2003)
- „Niedźwiedź 78”, Produkt nr 16 (2/2003)
- „Niedźwiedź 78”, Produkt nr 17 (3/2003)
- „Niedźwiedź 78”, Produkt nr 18 (4/2003)
- „Polowanie na młodego gołębia”, Produkt nr 22 (2/2004)
- bez tytułu, Produkt nr 24 (12/2024)[3][4][5]

Odcinki z cyklu „Niedźwiedź 78” do scenariuszy Michała Śledzińskiego narysował Kamil „Kurt” Kochański.
Poza „Produktem”:
Wszystkie sześć zeszytów ukazało się pod tytułem „Osiedle swoboda” nakładem wydawnictwa Niezależna Prasa.
- „Osiedle Swoboda”, nr 1, 12/2004
- „Osiedle Swoboda”, nr 2, 1/2005
- „Osiedle Swoboda”, nr 3, 2/2005
- „Osiedle Swoboda”, nr 4, 4/2005
- „Osiedle Swoboda”, nr 5, 8/2005
- „Osiedle Swoboda”, nr 6, 5/2006
- „Centrum” (bonus w drugim wydaniu zbiorczym „Osiedla Swobody”)

Wydania zbiorcze:
- Wydanie Zbiorcze tom 1 (2010, wyd. Kultura Gniewu, I wydanie) – zawiera wszystkie odcinki z magazynu Produkt, pięć plansz tzw. wywiady, galerię (gościnną i autorską), paski z tekstem (w stylu „Produktu”) pod każdą ze stron komiksu
- Wydanie Zbiorcze tom 1 (2011, wyd. Kultura Gniewu, II wydanie) – zawiera wszystkie odcinki z magazynu Produkt, pięć plansz tzw. wywiady, 10 plansz komiksu Centrum (spin-off osiedlowy)
- Wydanie Zbiorcze tom 1 (2014, wyd. Kultura Gniewu, III wydanie) – zawiera wszystkie odcinki z magazynu Produkt,
- Wydanie Zbiorcze tom 1 (2017, wyd. Kultura Gniewu, IV wydanie) – zawiera wszystkie odcinki z magazynu Produkt, pięć plansz tzw. wywiady, galerię,
- Wydanie Zbiorcze tom 2 (2017, wyd. Kultura Gniewu, I wydanie) – zawiera wszystkie 6 samodzielnych zeszytów z lat 2004-2006
- Osiedle Swoboda. Centrum (2019, wyd. Kultura Gniewu) – spin-off osiedlowy, zawiera trzy dłuższe historie oraz cztery kilkuplanszowe opowieści, w tym 10 plansz z wydania II
- Osiedle Swoboda. Niedźwiedź (2014, wyd. Kultura Gniewu, I wydanie) – spin-off osiedlowy, zawiera materiał archiwalny (z magazynu Produkt) oraz premierowy,
- Osiedle Swoboda. Niedźwiedź (2019, wyd. Kultura Gniewu, II wydanie) – spin-off osiedlowy, zawiera materiał archiwalny (z magazynu Produkt) oraz premierowy,

## Kluczowe postacie
Swobodni jeźdźcy:
"Swobodni jeźdźcy” to obiegowa nazwa piątki głównych bohaterów „Osiedla Swoboda”. Śledźiński stworzył ich jako połączenie charakterów znajomych z bydgoskiego osiedla Szwederowo i liceum plastycznego. W jakimś charakterze wystąpili we wszystkich odcinkach serii, choć czasami, jak w „Konradzie”, na trzecim planie. Cytaty przy opisach pochodzą z pierwszego numeru zeszytowej serii „Osiedla"
Smutny – osiedlowy „everyman” z perspektywy którego toczy się większość historii. Na początku serii nadal mieszka z rodzicami i bratem. „Niektórzy dopatrują się w nim wizerunku autora Swobody. Stanowczo temu zaprzeczam”.
Wiraż – właściciel charakterystycznego kapelusza w kratę „po dziadku”. Występujący w paczce w roli „tego szalonego”, po którym można spodziewać się najdziwniejszych rzeczy. „Największy kosmita spośród pięciu swobodnych jeźdźców”.
Niedźwiedź – „ten silny”. Niski, silny, niemający oporów z wykorzystywaniem przemocy do rozwiązywania problemów. Źródło najdziwniejszych pomysłów na zarobienie pieniędzy. „Trzeźwy, widziany ostatni raz około marca 1996 roku”.
Kundzio – „ten normalny”. Prawdopodobnie najmniej charakterystyczna postać w grupie, będąca równowagą dla bardziej szalonej reszty. „Miłośnik dam, których psychikę dogłębnie poznał, studiując przez ponad rok kobiece czasopisma oraz analizując poszczególne odcinki telenowel”.
Szopa – osiedlowy diler. Spokojny i opanowany. Przynajmniej gdy nie ma problemów z konkurencją. „Diler z zasadami: żadnej chemii, dzieciaków i kobiet w ciąży”.
Inni:
Ciachciarachciach – wieszcz żyjący w ziemiance w okolicach osiedla. Jest w stanie nawiązać łączność ze światem paranormalnym. Właściciel psa Psotki.
Młoda – siostra Wiraża, obiekt uczuć Smutnego.
Rudy – jeden z dwóch bohaterów historii pt. „Konrad”, więcej już nie pojawił się w „Osiedlu”.
Troll – kolega Rudego.
Mściciele – grupa zamaskowanych osobników, którzy chcą bronić Osiedla przed siłami Zła. Znani też jako OPO - Osiedle Pod Ochroną.
Boss Drwal – szef pobliskiej mafii, większą rolę odgrywa w zeszytowym „Osiedlu”.